# Cleòpatra Tea
Cleòpatra Tea (en grec antic: Κλεοπάτρα Θεά, llatí: Cleopatra Thea, 'Cleòpatra la deessa'; circa 164 aC-121 aC), anomenada també Evèrgetes (grec antic: Εὐεργέτης, 'Benefactora'), fou una reina selèucida, filla de Ptolemeu VI Filomètor d'Egipte i de Cleòpatra II. Va ser esposa successivament de tres reis selèucides, Alexandre I Balas, Demetri II Nicàtor i Antíoc VII Sidetes.
Es va casar amb Alexandre Balas cap a l'any 150 aC i d'aquesta unió va néixer Antíoc VI Dionisi. El 147 aC es va casar amb Demetri II Nicàtor, abandonant al seu primer marit per ordre del seu pare, i va tenir almenys tres fills: Seleuc V Filomètor, Antíoc VIII Grip, i Laòdice. Quan Demetri II va ser capturat pels parts li va romandre lleial però en assabentar-se que el seu marit s'havia aparellat amb una princesa dels parts anomenada Roduguna, es va casar amb Antíoc VII Sidetes, germà de Demetri, unió que l'exèrcit va reconèixer. Del seu tercer marit se sap que tenia ja almenys un fill, Seleuc, i amb Cleòpatra Tea en va tenir un altre de nom Antíoc, el futur Antíoc IX de Cízic, però les circumstàncies familiars són poc conegudes. Antíoc VII va morir en lluita contra els parts el 129 aC al mateix temps que Demetri II retornava a Síria, i llavors va refer la seva unió marital amb ell però per precaució va enviar el seu fill Antíoc a Cízic (d'on li ve el sobrenom).
Com que Demetri volia envair Egipte, el sobirà làgida va aixecar contra ell a Alexandre II Zabinas, suposat fill d'Alexandre Balas. Demetri II es va retirar a Ptolemaida, on es va trobar les portes tancades per ordre de Cleòpatra; va intentar fugir amb un vaixell però va morir assassinat per ordre de Cleòpatra que va assolir la regència en nom del fill infant de Demetri, Seleuc, al que aviat va fer matar i va compatir el poder amb el seu propi fill Antíoc VIII Grip.
Antíoc es va fer gran i el 121 aC la mare ja no el va poder controlar i va decidir eliminar-lo. Un dia la mare va oferir una copa de vi al seu fill i com que aquest rarament bevia va sospitar i va obligar la seva mare a beure de la copa, que era enverinada i Cleòpatra va morir.